# Муллова, Виктория Юрьевна
Виктория Юрьевна Муллова (род. 27 ноября 1959, Жуковский, Московская область) — британская скрипачка советского происхождения.

## Биография
Родилась в 1959 году в Жуковском в семье научного сотрудника ЦАГИ Юрия Михайловича Муллова. Окончила Московскую консерваторию, ученица Леонида Когана. В 1980 году выиграла Международный конкурс скрипачей имени Сибелиуса в Финляндии, в 1982 году — Международный конкурс имени Чайковского в Москве. В 1983 году во время гастролей в Финляндии Муллова, вместе с дирижёром Вахтангом Жордания, совершила побег из гостиницы:

        Я только что закончила консерваторию, но, несмотря на победу в конкурсах Чайковского и Сибелиуса, концертов почти не было. Всем теперь известно, как обходились с музыкантами в Госконцерте и как нужно было изворачиваться, чтобы ездить на гастроли. У меня блата там не было, взятки я не давала. Невозможно всю жизнь зависеть от чиновников. 

        В первый свободный день после концертов я оставила свою скрипку Страдивари из Госфонда на кровати в гостинице, и мы, сев в такси, переехали границу из Финляндии в Швецию. Эта оставленная именно на кровати, а не под кроватью скрипка произвела на журналистов неизгладимое впечатление. Я-то знала, что за мной постоянно следит специально приставленная для этого женщина и скрипку передадут обратно в Россию. В шведской полиции к нам отнеслись, как к обычным политическим невозвращенцам, и предложили подождать в гостинице, пока не кончатся выходные в американском посольстве. Под чужими именами мы просидели в отеле, не спускаясь даже в рецепцию, два дня. И правильно сделали, так как мои фотографии были на первых полосах всех газет. 

        В американском посольстве ждали моего звонка, прислали бронированную машину с охраной, привезли блондинистые парики, и мы, замаскированные, поехали. Сейчас это кажется маскарадом, а в 1983 году всё было очень опасно. Через два дня получили американскую визу, и нас отправили в Вашингтон.

В дальнейшем Муллова жила в разных странах, с 1990-х годов в Лондоне. После эмиграции она «сделала на Западе ошеломительную карьеру, уверенно заняв место в самом верхнем эшелоне современного скрипичного исполнительства». Среди наиболее значительных её записей — скрипичные концерты Чайковского и Сибелиуса (премия Grand Prix du Disque), Иоганнеса Брамса и Вольфганга Амадея Моцарта (премия ECHO Klassik 1995 и 2003 годов соответственно), партиты Иоганна Себастьяна Баха (номинация на Грэмми, 1995), трио Бетховена и Брамса (с Андре Превином и Генрихом Шиффом, 1995, премия Diapason d’Or), концерты Бартока и Стравинского (1997, с Лос-Анджелесским филармоническим оркестром под управлением Эсы-Пекки Салонена), концерты Бетховена и Мендельсона (2003, в аутентичном исполнении, с Революционным и романтическим оркестром Джона Элиота Гардинера). В камерном концертировании партнёрами Мулловой чаще всего выступали пианисты Пётр Андершевский, а затем Катя Лабек.
Особняком стоит альбом 2000 года «Through the Looking Glass», записанный Мулловой вместе с мужем, виолончелистом Мэтью Барли, и ансамблем «Between the Notes» и включающий мелодии Джорджа Харрисона, Майлза Дэвиса, Дюка Эллингтона, Аланис Мориссетт, The Beatles, Weather Report, Bee Gees в своеобразных аранжировках: по словам Мулловой,

в группе есть клавишные, гитара, ударные, кларнет и саксофон, а Мэтью играет на виолончели. Это не джазовый состав, ведь теперь все больше групп, чью музыку невозможно описать или в какие-либо рамки поставить. Играть с группой было непривычно: совсем другой тип музыки, другая техника исполнения… Здесь очень важно играть не так, как ты привык. Всю жизнь меня учили тому, что каждая нота должна быть исполнена качественно. Красиво. Могут варьироваться оттенки или краски, но у каждого звука будто бы должно быть стопроцентное качество. А в этой музыке нужно какие-то ноты 'бросать', 'кричать', она немного близка к разговорному стилю богатством интонаций. И этим, кстати, напоминает барокко.

В 1988 году Муллова удостоена Премии Академии Киджи.

## Личная жизнь
С 1999 года замужем за британским виолончелистом Мэтью Барли; дочь Надя — балерина.
Старший из трёх детей Мулловой, джазовый контрабасист Миша Муллов-Аббадо, — сын дирижёра Клаудио Аббадо. Дочь Катя — от скрипача Аллена Бринда.